# Imsbach

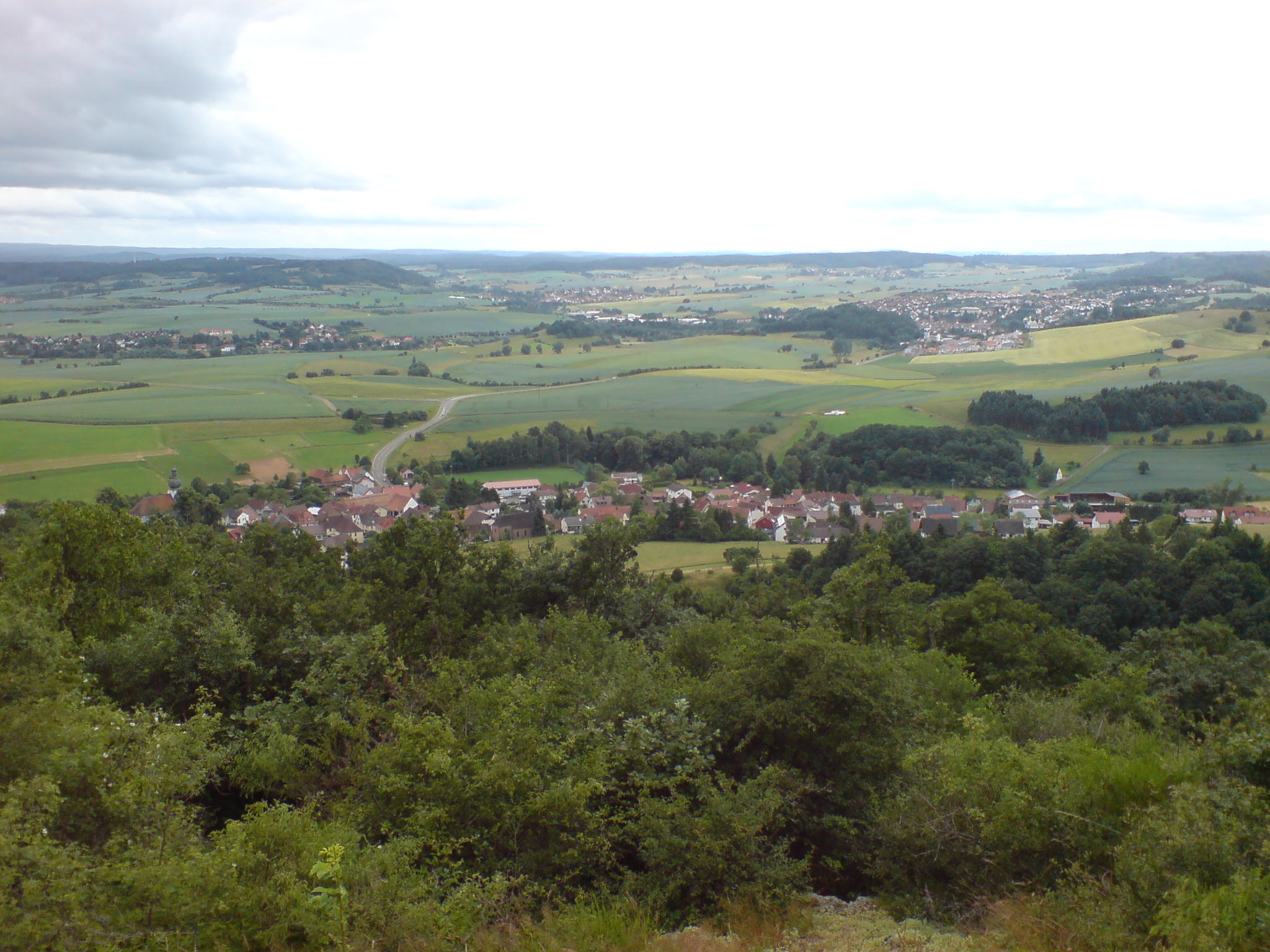
Imsbach aus der Vogelperspektive

Imsbach ist eine Ortsgemeinde im südlichen Donnersbergkreis in Rheinland-Pfalz. Sie gehört der Verbandsgemeinde Winnweiler an.

## Geographie

### Lage
Der Ort liegt auf 293 m Höhe im Nordpfälzer Bergland innerhalb von dessen Teilgebiet Falkensteiner Berge zwischen dem Pfälzerwald im Süden und dem Donnersberg-Massiv im Nordosten, dessen Hauptgipfel mit 687 m der höchste Berg der Pfalz ist. Zu Imsbach gehören die Wohnplätze Langheckerhof und Röderhof. Nachbargemeinden sind – im Uhrzeigersinn – Rockenhausen, Börrstadt, Winnweiler und Falkenstein.

### Erhebungen  und Gewässer
Unmittelbar nördlich des Siedlungsgebiets erstreckt sich der Kupferberg und im Südosten der Gemarkung an der Grenze zu Winnweiler der 366,2 m hohe Eichhübel. Nordöstlich von diesem, an der Grenze zu Börrstadt, steht der 370,4 m hohe Steinwald. Nordnordöstlich von Imsbach erhebt sich der 546 m messende Hahnweiler Beutelfels und ganz im Norden, an der Grenze zu Falkenstein, der 558,3 m hohe Bickberg, ein Ausläufer des Donnersbergs.
Mitten durch das Siedlungsgebiet verläuft in Ost-West-Richtung der 5,6 km lange namensgebende Imsbach.

### Geologie
Im Gemeindegebiet kommt unter anderem die Gesteine Lavendulan und Safflorit vor.

## Geschichte

### Ortsgeschichte
Die Geschichte Imsbachs ist eng mit dem Bergbau verbunden. Eisen- und Erzvorkommen lockten, wie archäologische Funde belegen, schon in der Hallstattzeit Menschen an, die auf der heutigen Imsbacher Gemarkung siedelten und – möglicherweise mit Unterbrechungen – bis in die Mitte des 4. Jahrhunderts hier lebten.
Die älteste erhaltene Erwähnung stammt von 1019, allerdings noch nicht als eigenes Dorf, sondern als zu Albusheim-Sippersfeld gehörende Waldmark. In einer Grenzbeschreibung wurde erstmals der Name „Unnesbahc“ erwähnt. Im Laufe des elften und 12. Jahrhunderts entstand aus dieser Besiedlung der Waldmark die Siedlung Imsbach. Der östliche Teil der Siedlung gehörte der Abtei Prüm, der westliche Teil den Grafen von Saarwerden.
Im Jahr 1128 kam Imsbach als Lehen in den Besitz des Reichsministerialengeschlechts der Bolander, aus dem im 13. Jahrhundert auch die Linien Falkenstein und Hohenfels hervorgingen. In den Lehensbüchern Werners II. von Bolanden wurde das Dorf Imsbach zum ersten Mal urkundlich erwähnt mit der Bezeichnung „Unnisbach“. Das Kloster Otterberg war im Ort begütert.
Nach 1792 hatten französische Revolutionstruppen die Region besetzt und nach dem Frieden von Campo Formio (1797) annektiert. Von 1798 bis 1814 gehörte das Dorf zum französischen Departement Donnersberg und war dem Kanton Winnweiler zugeordnet. Aufgrund der auf dem Wiener Kongress (1815) getroffenen Vereinbarungen und einem Tauschvertrag mit Österreich kam die Region 1816 zum Königreich Bayern. Ab 1818 war die Gemeinde Imsbach dem Landkommissariat Kaiserslautern im bayerischen Rheinkreis, später dem Bezirksamt Kaiserslautern zugeordnet. Am 1. Dezember 1900 wechselte die Gemeinde in das neu geschaffene Bezirksamt Rockenhausen.
Ab 1939 war die Gemeinde Bestandteil des Landkreises Rockenhausen. Nach dem Zweiten Weltkrieg wurde der Ort innerhalb der Französischen Besatzungszone Teil des 1946 neu gebildeten Landes Rheinland-Pfalz. 1961 hatte die Gemeinde insgesamt 919 Einwohner. Im Zuge der ersten rheinland-pfälzischen Verwaltungsreform wechselte Imsbach am 7. Juni 1969 zusammen mit den meisten anderen Orten des Kreises in den neu geschaffenen Donnersbergkreis. Drei Jahre später wurde der Ort Teil der Verbandsgemeinde Winnweiler.

### Ortsbezeichnung
Der Name könnte von dem altdeutschen Personennamen Umin abgeleitet sein, also Bach des Umin bedeuten. Daraus entwickelte sich der heutige Ortsname (1220: Hunesbach, 1313: Unesbach, 1334, 1335: Unsbach, 1486: Umbsbach, 15. Jahrhundert: Vimbßbach, um 1600: Imschbach, 1726: Imbsbach, seit 1824: Imsbach). Aufgrund der Zweiteilung der Gemarkung kam es dazu, dass nach der Teilung des Hauses Bolanden der westliche Teil der Linie Falkenstein und der östliche der Linie Hohenfels gehörten, was ab dem 18. Jahrhundert zu Besitzstreitigkeiten führte.

## Politik

### Gemeinderat
Der Gemeinderat besteht aus zwölf Ratsmitgliedern, die bei der Kommunalwahl am 9. Juni 2024 in einer Mehrheitswahl gewählt wurden, und dem ehrenamtlichen Ortsbürgermeister als Vorsitzendem. Bis zur Wahl 2019 wurde in einer personalisierten Verhältniswahl gewählt, da mehrere Listen eingereicht wurden.
Die Sitzverteilung im Gemeinderat:
| Wahl | SPD               | CDU               | FWG               | WGR               | Gesamt   |
| ---- | ----------------- | ----------------- | ----------------- | ----------------- | -------- |
| 2024 | per Mehrheitswahl | per Mehrheitswahl | per Mehrheitswahl | per Mehrheitswahl | 12 Sitze |
| 2019 | –                 | 7                 | 4                 | 1                 | 12 Sitze |
| 2014 | 5                 | 4                 | 3                 | –                 | 12 Sitze |
| 2009 | 6                 | 4                 | 2                 | –                 | 12 Sitze |
| 2004 | 6                 | 4                 | 2                 | –                 | 12 Sitze |

- WGR: Wählergruppe Ramos Gomes Oester

### Bürgermeister
Oliver Krupp (CDU) wurde 2019 Ortsbürgermeister von Imsbach. Bei der Direktwahl am 26. Mai 2019 hatte er sich mit einem Stimmenanteil von 57,23 % gegen den bisherigen Amtsinhaber Ingo Müller (FWG) durchgesetzt. Da für die Direktwahl am 9. Juni 2024 kein Wahlvorschlag eingereicht wurde, oblag die Neuwahl des Bürgermeisters gemäß rheinland-pfälzischer Gemeindeordnung dem neu gewählten Rat. Dieser bestätigte bei seiner konstituierenden Sitzung am 29. August 2024 einstimmig Oliver Krupp für weitere fünf Jahre im Amt.

### Wappen
| Wappen von Imsbach | Blasonierung: „Geteilt von Blau und Silber; oben ein silbernes sechsspeichiges Rad, unten ein grüner Wellenbalken.“ |
| Wappen von Imsbach | |

## Kultur und Sehenswürdigkeiten

### Bauwerke
Kulturdenkmäler

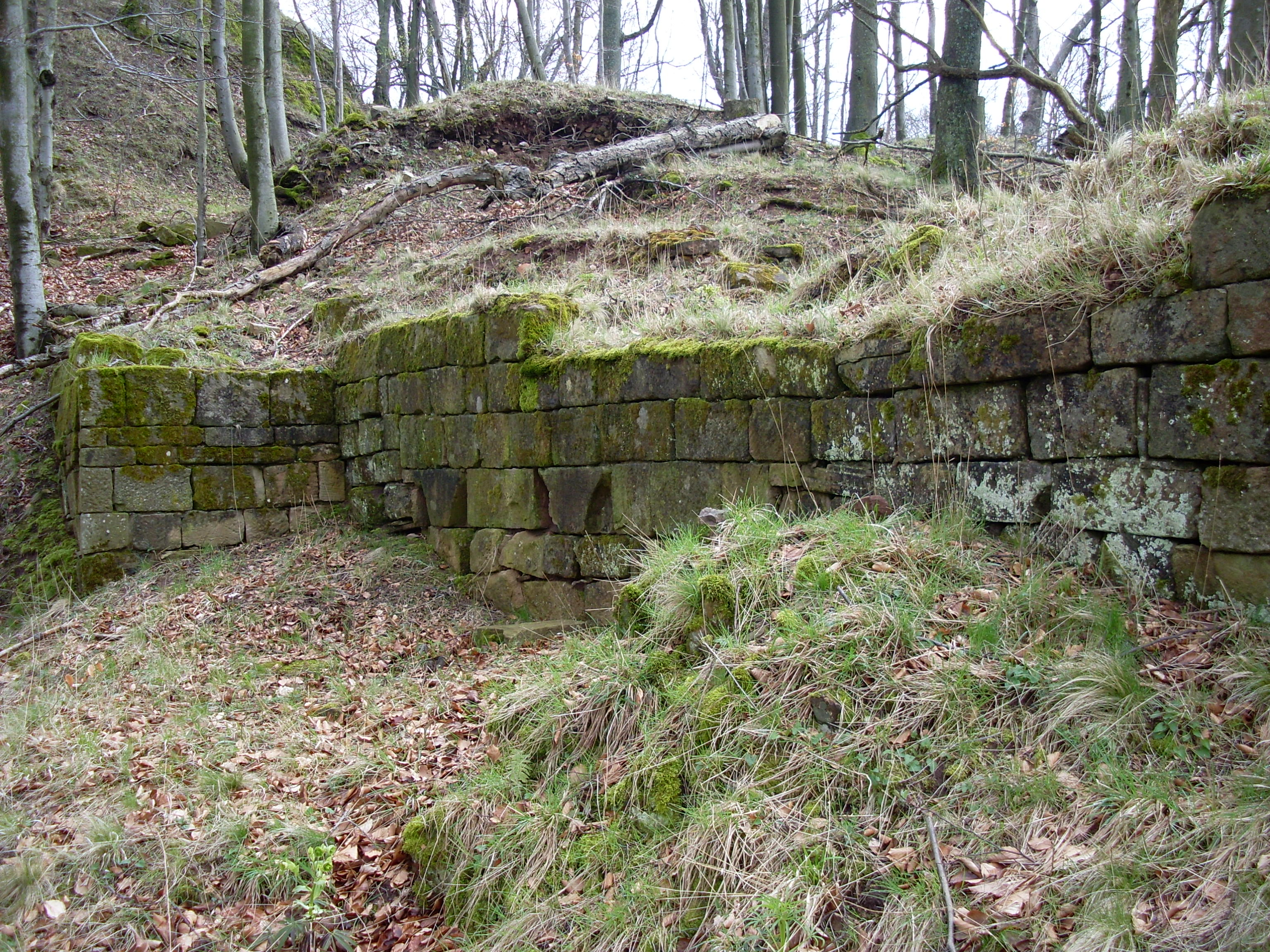
Burgruine Hohenfels

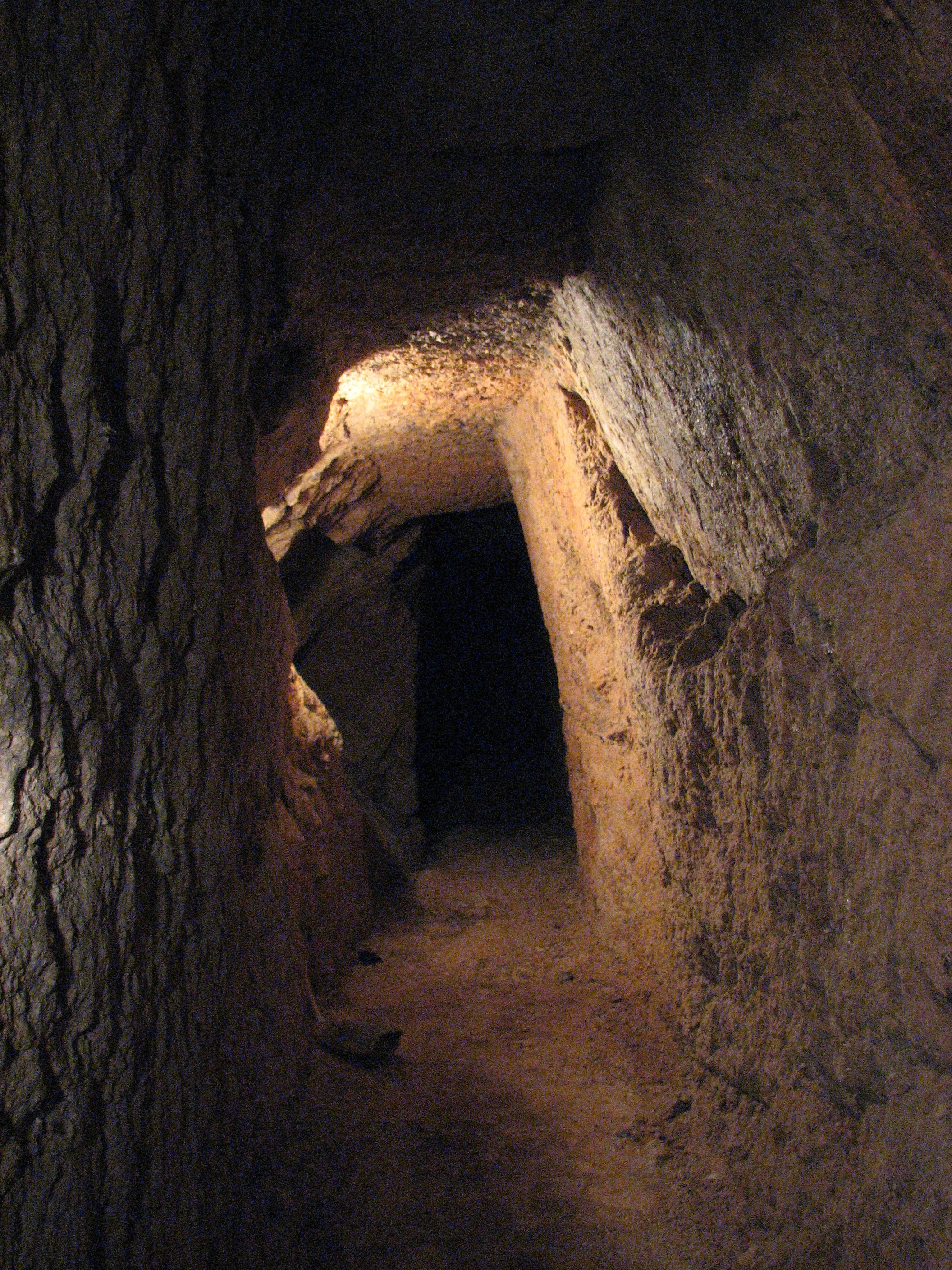
Stollen in der Weißen Grube

Die Ruine der Burg Hohenfels ist als Denkmalzone ausgewiesen.
Das historische Silber- und Kupferbergwerk Weiße Grube, 2 km außerhalb des Ortes gelegen, ist seit 1979 Besucherbergwerk. Das Pfälzische Bergbaumuseum ist im alten Schulhaus von 1887 in der Ortsmitte untergebracht und zeigt das Leben und die Arbeit der früheren Bergleute.
Sonstige Bauwerke
2006 wurde mit der Grube Maria in der Nähe ein zweites Schaubergwerk der Öffentlichkeit zugänglich gemacht.

### Natur
Im Gemeindegebiet existieren insgesamt fünf Naturdenkmale. Darüber hinaus erstreckt sich das Naturschutzgebiet Beutelfels teilweise über das Gemeindegebiet.

## Wirtschaft und Infrastruktur

### Wirtschaft
In der Pfalz kann der Bergbau auf eine lange Tradition zurückblicken, in einigen Gebieten nachweislich bis in die keltische Zeit. Von 1521 bis 1917 wurden in den Imsbacher Gruben Kupfer und Silber abgebaut. Die zahlreichen Gruben befanden sich vor allem im nördlichen Teil der Gemeindegemarkung.

### Verkehr
Durch Imsbach verläuft die Landesstraße 392, die den Ort mit Schweisweiler und Alsenbrück-Langmeil verbindet. Mitten im Siedlungsgebiet zweigt von dieser die Kreisstraße 38 ab, die die Weiße Grube an das Straßennetz anbindet. Westlich von Imsbach verläuft die B 48, die auch zur A 63 (Kaiserslautern – Mainz) führt. In Winnweiler befindet sich ein Bahnhof der Alsenztalbahn.

### Tourismus

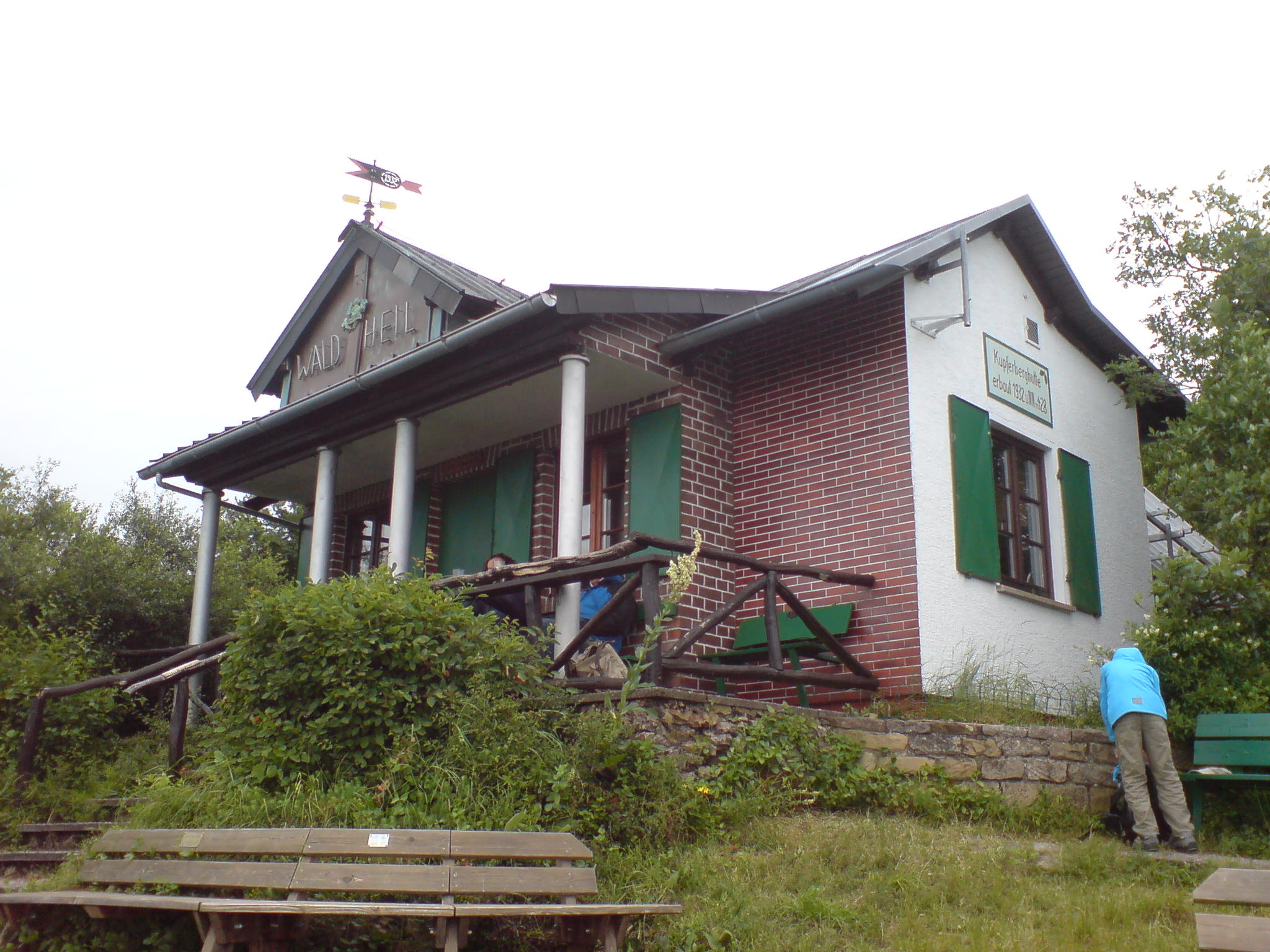
Kupferberghütte

Auf der Gemarkung der Gemeinde befindet sich das von der Ortsgruppe des Pfälzerwald-Vereins betriebene Wandererlokal Kupferberghütte. Wanderwege wie der Prädikatswanderweg Pfälzer Höhenweg, der Imsbacher Grubenrundwanderweg und der Gienanthweg passieren historische Bergwerks- und Industrieanlagen. Durch den Westen der Gemarkung verläuft außerdem der mit einem roten Balken markierte Fernwanderweg Donnersberg–Donon und durch den äußersten Osten der mit einem weißen Kreuz gekennzeichnete Fernwanderweg Nahegau-Wasgau-Vogesen. Mitten durch das Siedlungsgebiet führt ein Wanderweg, der mit einem grün-gelben Balken markiert ist.

## Persönlichkeiten
- Johann Georg Engisch (1668–1742), Maler, war für die Emporenmalereien der örtlichen evangelischen Kirche zuständig.
- Johann Adam Flicker (1753–1826), war 1792/93 Mitglied des Rheinisch-Deutschen Nationalkonvents.